# Jahrbuch für Internationale Germanistik
Das Jahrbuch für Internationale Germanistik ist die älteste germanistische Fachzeitschrift in breiter internationaler Herausgeberschaft und mit vielfach interkulturellen Themen. Unter Germanistik wird hier – in Anlehnung an die Internationalen Vereinigung für Germanistik (IVG) – eine weltweite Disziplin verstanden, die sich mit deutscher, niederländischer und skandinavischer Sprache und Literatur (einschließlich Afrikaans und Jiddisch) beschäftigt. Die Zeitschrift erscheint ebenso wie ihre Buchreihen bei Peter Lang. Sie wird seit ihrer Gründung 1969 geschäftsführend von Hans-Gert Roloff und Michael Dallapiazza herausgegeben. Die Redaktion liegt bei Gerd-Hermann Susen in Berlin.
Um einen umfassenden Überblick über aktuelle Diskussionen und Richtungen der Disziplin zu geben, besteht das Jahrbuch aus mehreren laufenden Rahmenthemen, die von Themenleitern vorgeschlagen und über mehrere Jahre hinweg betreut werden. Ebenfalls zur Gewährleistung der Aktualität erschien das Jahrbuch – entgegen seinem Titel – bis 2021 zweimal jährlich in zwei Heften. Ab 2022 wird es dreimal jährlich veröffentlicht. Die ersten beiden Hefte orientieren sich weiterhin an festgelegten Rahmenthemen, während das dritte Heft ohne übergeordnetes Thema erscheint.

## Geschichte
Zur Vorgeschichte gehört die Gründung der Internationalen Vereinigung für Germanistik (IVG) im Jahr 1955 in Rom. Die von ihr beförderte Internationalisierung der Germanistik in den 1960er Jahren führte zur Gründung des Jahrbuchs mit der ersten Ausgabe im Jahr 1969. Zur Ergänzung der halbjährlichen Zeitschrift mit ihren Rahmenthemen wurden die Jahrbuchreihen A bis D gegründet, die germanistische Kongressberichte (A), Dissertationen (B), Forschungsberichte (C) und Dokumentation (D) enthalten. Davon erscheinen heute noch die Reihe A (Kongressberichte) und die Reihe C (Forschungsberichte). Am umfangreichsten ist die Reihe A, die regelmäßig unter anderem die Kongresse der IVG, die Internationalen Alfred-Döblin-Kolloquien und die Internationalen Arnold Zweig-Symposien dokumentiert.

## Rahmenthemen

### Abgeschlossene Rahmenthemen
| Themennr. | Rahmenthema                                                                               | Themenleiter, Ort |
| --------- | ----------------------------------------------------------------------------------------- | --- |
| I         | Literaturwissenschaft und Linguistik                                                      | Herbert Penzl, Berkeley/California |
| II        | Probleme der Literaturgeschichtsschreibung                                                | Leonard Forster, Cambridge |
| III       | Nichtfiktionale Literaturgattungen                                                        | Jost Hermand, Madison/Wisconsin |
| IV        | Probleme der neuhochdeutschen Phonologie                                                  | Herbert Penzl, Berkeley/California |
| V         | Ältere deutsche Literatur und Sprache – Warum? Wozu? Wie? Eine Diskussion                 | Hans-Gert Roloff, Berlin |
| VI        | Die Literaturwissenschaft und die Medien                                                  | Friedrich Knilli, Berlin |
| VII       | Probleme der deutschen Rechtschreibreform                                                 | Herbert Penzl, Berkeley/California |
| VIII      | Der Dichter als Essayist und Journalist                                                   | Richard Samuel, Melbourne/Australia |
| IX        | Der Begriff des Germanischen                                                              | Piergiuseppe Scardigli, Firenze |
| X         | Literatur in Handel und Herstellung                                                       | Herbert G Göpfert, München |
| XI        | Rhetorik und Literaturwissenschaft                                                        | Joachim Dyck, Freiburg/Breisgau |
| XII       | Stil und Stilkunde                                                                        | Richard Thieberger, Nice |
| XIII      | Stand und Aufgaben der Langobardenforschung                                               | Piergiuseppe Scardigli, Firenze |
| XIV       | Zur Methode und Praxis der Gedichtinterpretation am Beispiel von vier Gedichten           | Herbert Penzl und Hinrich C. Seeba, Berkeley/California |
| XV        | Realismus-Probleme                                                                        | Rolf Tarot, Zürich |
| XVI       | Linke Tendenzen in der Germanistik nichtsozialistischer Länder seit 1967                  | Jost Hermand, Madison/Wisconsin |
| XVII      | Stand und Aufgaben der germanistischen Bibliographie                                      | Carl Paschek, Frankfurt am Main |
| XVIII     | Emblematik und Literaturwissenschaft                                                      | Holger Homann, Washington |
| XIX       | Die Rolle der Frau in der deutschen Literatur                                             | Jutta Goheen, Carleton/Ottawa und Katharina Mommsen, Stanford |
| XX        | Jugendstil                                                                                | Richard Samuel und Hans-Joachim Pott, Melbourne/Australia |
| XXI       | Komik und Lachkultur                                                                      | Björn Ekmann, Kopenhagen |
| XXII      | Literatur und Sozialgeschichte                                                            | Joel Lefebvre, Lyon |
| XXIII     | Literatur und Psychologie                                                                 | Albert M. Reh, Amherst/Mass. und Bernd Urban, Mainz |
| XXIV      | Deutsche Mundartliteratur                                                                 | Peter Pabisch, Albuquerque/New Mexico |
| XXV       | Hochsprache / Umgangssprache / Mundart im Deutschen nach 1945                             | Herbert Penzl, Berkeley/California |
| XXVI      | Probleme der Übersetzung                                                                  | Horst Turk, Göttingen / Anil Bhatti, New Delhi / Peter Boerner, Bloomington / Naoji Kimura, Tokyo / Moustafa Maher, Kairo / Erwin Theodor Rosenthal, São Paulo / Wilhelm Voßkamp, Köln |
| XXVII     | Die Germanistik in der einstigen DDR – Leistung und Kritik                                | Bernhard Sowinski, Köln |
| XXVIII    | Fragen einer Literaturtypologie                                                           | Rudolf Bentzinger, Berlin |
| XXIX      | Diskussion zur Germanistik-Reform                                                         | Hans-Gert Roloff, Berlin |
| XXX       | Dialog der Disziplinen: Grenzüberschreitende Perspektiven in der Germanistik              | Reingard Nethersole, Johannesburg |
| XXXI      | Neue Generation, Neues Erzählen: Die deutsche Prosa in den siebziger und achtziger Jahren | Walter Delabar und Erhard Schütz, Berlin |
| XXXII     | Literaturgeschichte, interkulturelle Literaturwissenschaft und lateinische Tradition      | Wilhelm Kühlmann, Heidelberg / Hans-Gert Roloff, Berlin / Fritz Wagner, Berlin |
| XXXIII    | Literaturlandschaften                                                                     | Hans Joachim Kreutzer, Regensburg |
| XXXIV     | Geschlechterrollen in familiären Beziehungen in der deutschen Literatur                   | Ingrid Bennewitz, Bamberg / Thomas Anz, Marburg |
| XXXV      | Textkörper – Körpertexte. Diskurse der Jahre 1968–1980                                    | Ulrich Breuer, Jyväskylä |
| XXXVII    | Globale Zukunftsperspektiven der deutschen Sprache und der Germanistik                    | Ulrich Ammon, Duisburg |
| XXXVIII   | Die europäische Stabreimdichtung                                                          | Piergiuseppi Scardigli, Firenze |
| XXXIX     | Literarische Bibelrezeption                                                               | Ralf Georg Czapla / Simone Lutz, Tübingen |
| XLI       | Wolgadeutsche Literatur                                                                   | Hartmut Fröschle, Stuttgart und Saratow |
| XLV       | Poetik nach Celan – Prägungen und Figurationen                                            | Rüdiger Görner, London |

### Laufende Rahmenthemen
| Themennr. | Rahmenthema                                                                                         | Themenleiter, Ort                                                             |
| --------- | --------------------------------------------------------------------------------------------------- | ----------------------------------------------------------------------------- |
| XXXVI     | Wissensmanagement und Researchstrukturen                                                            | Christiane Caemmerer, Walter Delabar, Jörg Jungmayr, Hans-Gert Roloff, Berlin |
| XL        | Überlieferungsgeschichte – Textgeschichte – Literaturgeschichte                                     | Thomas Bein, Aachen                                                           |
| XLII      | Deutsch-französische Literaturbeziehungen                                                           | Roman Luckscheiter, Heidelberg / Marcel Krings, Paris                         |
| XLIII     | Deutsch-italienische Literaturbeziehungen                                                           | Michael Dallapiazza, Bologna                                                  |
| XLIV      | Krise – oder Zukunft? Die Germanistik gegenüber Literatur – Literaturkritik – Literaturwissenschaft | Peter Pabisch, Albuquerque/New Mexico / Hans-Gert Roloff, Berlin              |
| XLVI      | Frühformen der Universitäts-Germanistik                                                             | Rudolf Bentzinger, Berlin                                                     |
| XLVII     | Interkulturalität im deutschsprachigen Literaturgeschehen                                           | Michael Dallapiazza, Bologna / Peter Pabisch, Albuquerque/New Mexico          |
| XLVIII    | Zwischen Skylla und Charybdis? – Forschung, Wissenschaftsverlage und Web 2.0                        | Ulrich Seelbach, Bielefeld                                                    |
| XLIX      | Von Spanien nach Deutschland und umgekehrt: Transkulturelle Beziehungen im 18. Jahrhundert          | Isabel Hernández, Madrid                                                      |
| L         | Deutsch-chinesische Literaturbeziehungen                                                            | Rita Unfer Lukoschik, Peking                                                  |
| LI        | Die Auslandsgermanisten und ihr Mittelalter                                                         | Nathanael Busch / Andrea Schindler, Bamberg / Robert Schöller, Bern           |
| LII       | Zeitschriftenforschung                                                                              | Wolfgang Hackl / Thomas Schröder, Innsbruck                                   |
| LIII      | Tagebuchforschung                                                                                   | Angela Reinthal / Gerd-Hermann Susen, Berlin                                  |
| LIV       | Zum Stand der deutschen Sprache und Kultur in nicht-deutschsprachigen Ländern                       | wechselnde Themenleiter                                                       |
| LV        | Deutsch-japanische Komparatistik im weltkulturellen Kontext                                         | Stefan Keppler-Tasaki / Yuji Nawata / Akane Nishioka / Thomas Pekar           |
| LVI       | Deutsch-polnische Literaturbeziehungen                                                              | Marion Brandt, Maria Gierlak, Karol Sauerland                                 |
|           | Neueste deutschsprachige Literatur                                                                  | Michael Dallapiazza, Bologna                                                  |
|           | Deutsch-türkische Literaturbeziehungen                                                              | Habib Tekin, Leyla Coşan, Istanbul                                            |
|           | Deutsch-jüdische Literaturbeziehungen                                                               | Michael Dallapiazza, Habib Tekin, Leyla Coşan, Bologna & Istanbul             |

## Ausgaben
- Jahrbuch für Internationale Germanistik. Halbjährlich erscheinende Zeitschrift, 1969–, Bern [u. a.] (Jahrgang 1 (1969), Bad Homburg v. d. H. [u. a.]: Max Gehlen; Jahrgang 2–4 (1970–1972), Frankfurt a. M.: Athenäum; Jahrgang 5–9, Heft 1 (1973–1977), Bern: Herbert Lang/Frankfurt a. M.: Peter Lang; seit Jahrgang 9, Heft 2 (1977–), Bern [u. a.]: Peter Lang).
- Jahrbuch für Internationale Germanistik / Reihe A: Kongreßberichte. Bern [u. a.], 1971–, ISSN 0721-3905.
- Jahrbuch für Internationale Germanistik / Reihe B: Germanistische Dissertationen in Kurzfassung. Bern [u. a.], 1975–2002 (1.1975 – 16.2002), ISSN 0171-8460.
- Jahrbuch für Internationale Germanistik / Reihe C: Forschungsberichte. Bern [u. a.], 1980–, ISSN 0721-3905.
- Jahrbuch für Internationale Germanistik / Reihe D: Dokumentation. Bern [u. a.], 1980–1980, ISSN 0721-3913.